# Laffrey
Pour les articles homonymes, voir Rampe de Laffrey, Lacs de Laffrey et Grand lac de Laffrey.
Laffrey est une commune française située dans le département de l'Isère, en région Auvergne-Rhône-Alpes.
Positionnée sur la bordure septentrionale du plateau matheysin qui domine la vallée de la Romanche, cette petite commune de moyenne montagne est célèbre pour sa montée routière dénommée « Rampe ou Descente de Laffrey » et ses lacs, mais qui ne sont pas tous situés sur le territoire communal.
Sur le plan historique, la cité doit également sa renommée pour son site de la prairie de la rencontre, évoquant un épisode des cent-jours. Un monument célébrant ce passage de l'histoire napoléonienne est situé au sud du bourg, le long de la route nationale 85, également dénommée sous le vocable de « Route Napoléon » pour les mêmes raisons historiques.
Ses habitants sont dénommés les Fredeyards.

## Géographie

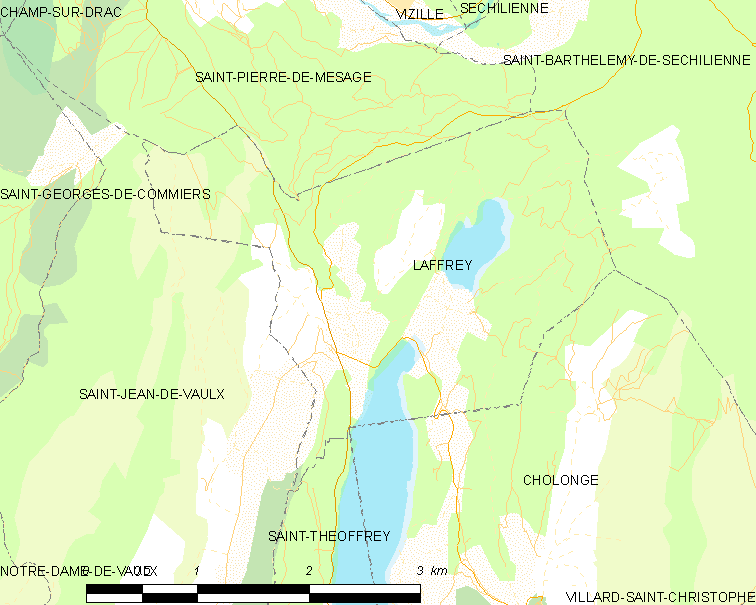
Plan de la commune de Laffrey et des communes limitrophes.
Le lac mort est situé au nord-est du bourg et le grand lac de Laffrey, au sud-est.

### Situation et description
Laffrey est une localité touristique, célèbre pour ses lacs. Elle se trouve sur un plateau entre 900 et 1 200 m d'altitude, au sud de Vizille et de l'agglomération grenobloise et au nord de La Mure, sur la Route Napoléon.
Avec sa voisine, Saint-Jean-de-Vaulx, dont le bourg est cependant situé plus au sud, la commune de Laffrey présente le territoire le plus septentrional de la communauté de communes de la Matheysine.
Le centre-ville (bourg de Laffrey) se situe (en ligne droite) à 110 km du centre de Lyon, préfecture de la région Auvergne-Rhône-Alpes et à 18 km de Grenoble, préfecture du département de l'Isère, ainsi qu'à 195 km de Marseille et 501 km de Paris. Par la route, la commune est située à 26 km de Grenoble.

### Géologie

#### Généralités
Le village est construit sur la ligne de contact entre le socle cristallin — qui affleure dans la dépression du Grand Lac et du lac Mort — et les premières couches triasiques de la couverture sédimentaire, qui forment la base des collines dominant ces lacs du côté ouest.
Les calcaires compacts de la commune ont été exploités pour produire pierres de taille et marbre gris.
Les lacs de Laffrey se sont formés après la grande décrue glaciaire, par accumulation des eaux dans les dépressions entre les moraines laissées par les glaciers de la Romanche et du Drac.

#### Sites géologiques remarquables
La « coupe stratigraphique de la carrière de "la Prairie de la rencontre" » est un site géologique remarquable de 0,22 hectare. En 2014, elle est classée « deux étoiles » à l'« Inventaire du patrimoine géologique ».

### Climat
Pour des articles plus généraux, voir Climat d'Auvergne-Rhône-Alpes et Climat de l'Isère.
En 2010, le climat de la commune est de type climat de montagne, selon une étude du Centre national de la recherche scientifique s'appuyant sur une série de données couvrant la période 1971-2000. En 2020, Météo-France publie une typologie des climats de la France métropolitaine dans laquelle la commune est exposée à un climat de montagne ou de marges de montagne et est dans une zone de transition entre les régions climatiques « Alpes du nord » et « Alpes du sud ». 
Pour la période 1971-2000, la température annuelle moyenne est de 8,4 °C, avec une amplitude thermique annuelle de 17 °C. Le cumul annuel moyen de précipitations est de 1 067 mm, avec 10,2 jours de précipitations en janvier et 6,8 jours en juillet. Pour la période 1991-2020, la température moyenne annuelle observée sur la station météorologique de Météo-France la plus proche, « Lavaldens », sur la commune de Lavaldens à 10 km à vol d'oiseau, est de 8,3 °C et le cumul annuel moyen de précipitations est de 1 241,5 mm,. Pour l'avenir, les paramètres climatiques de la commune estimés pour 2050 selon différents scénarios d'émission de gaz à effet de serre sont consultables sur un site dédié publié par Météo-France en novembre 2022.

### Hydrographie

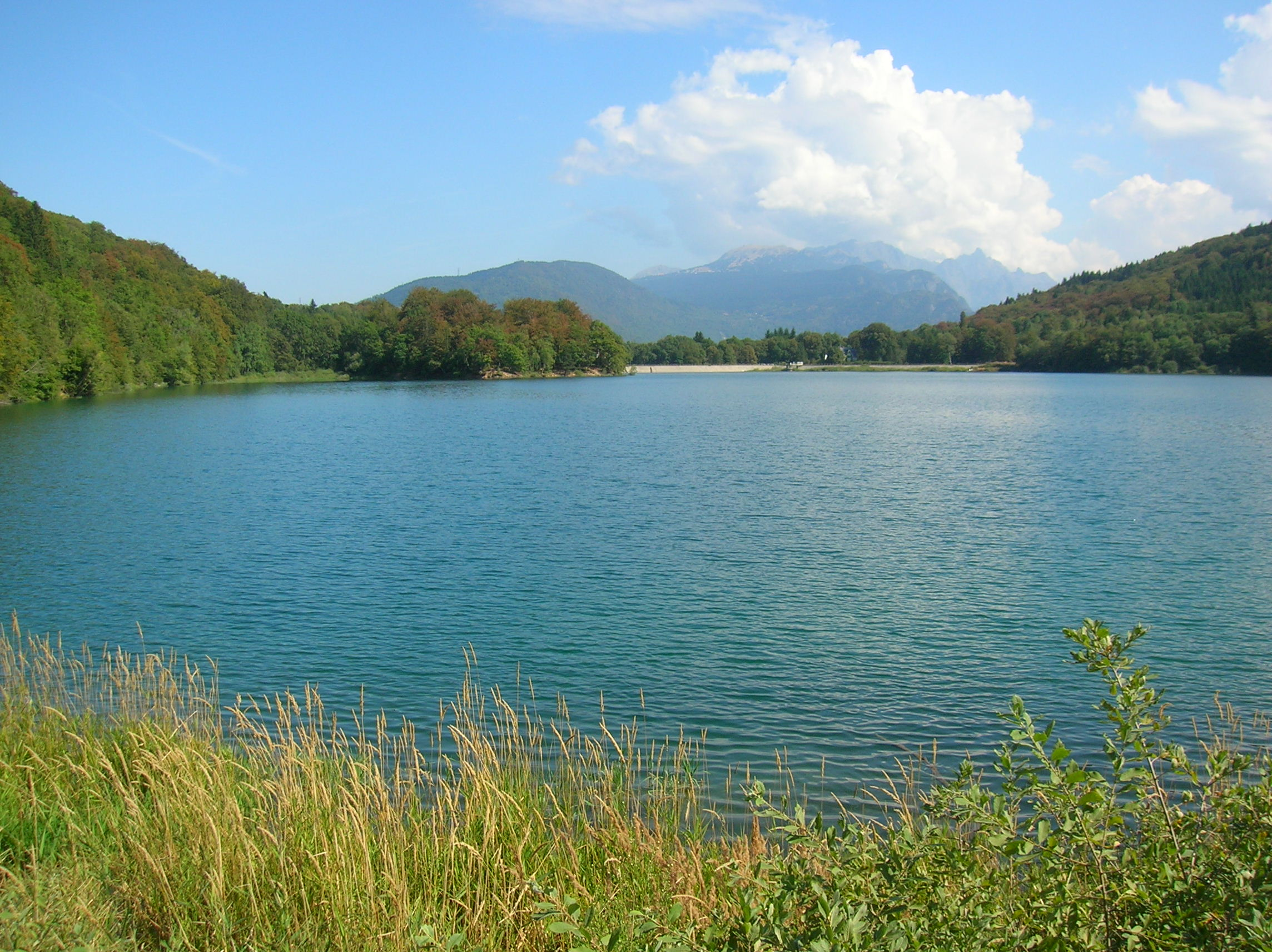
Le lac Mort.

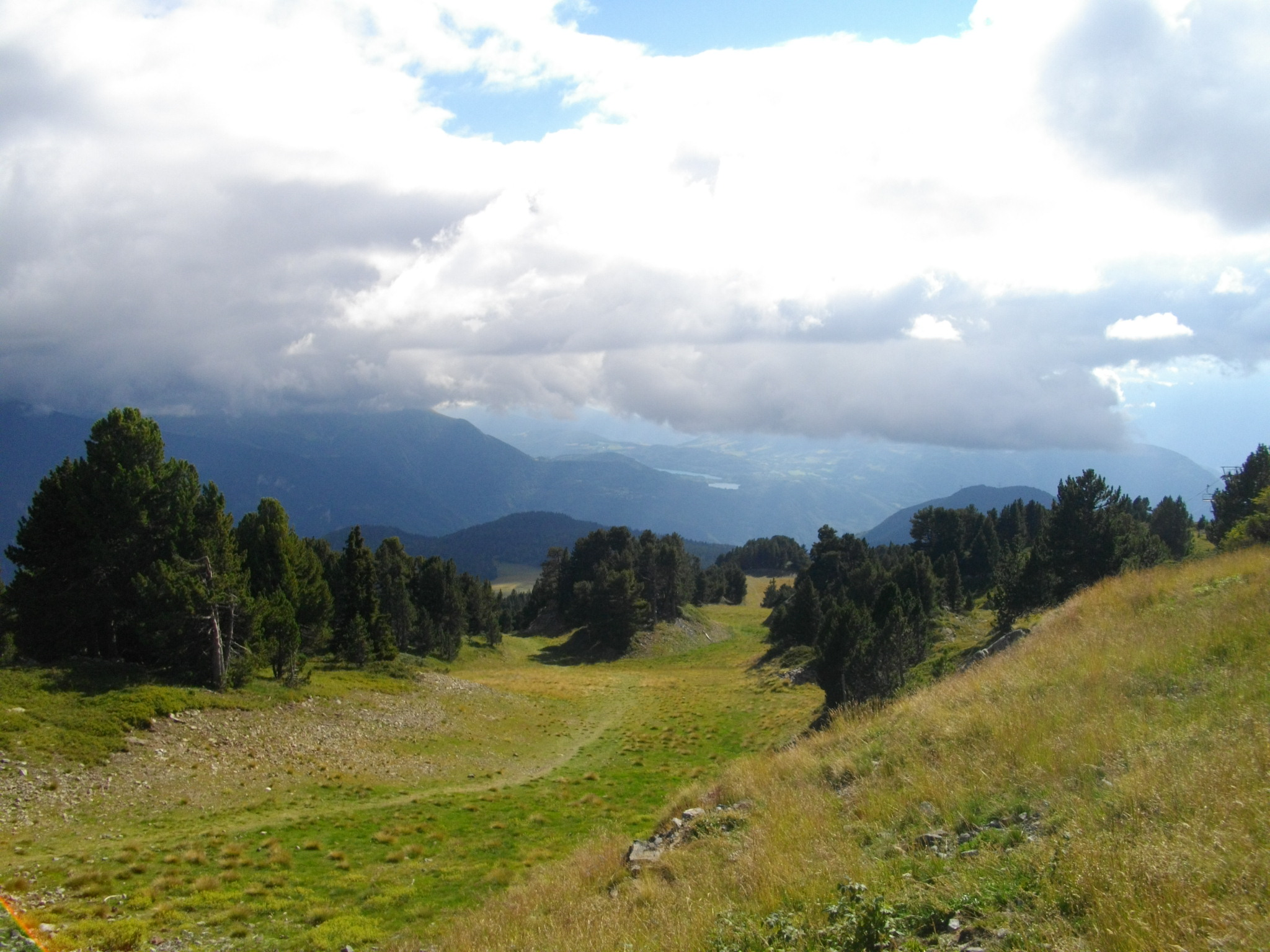
Les lacs de Laffrey vus depuis une des pistes de ski de fond de Chamrousse.

Le territoire de Laffrey ne présente pas de cours d'eau notable sur son territoire, à l'exception du petit ruisseau de Jouchy, d'une longueur de 4,13 km. Celui-ci rejoint la Romanche à Vizille, après avoir longé la rampe de Laffrey, sur sa partie orientale.
La commune compte cependant la présence de deux lacs, le lac Mort et la partie septentrionale du grand lac de Laffrey. les autres lacs dénommés localement Lacs de Laffrey sont situés sur les territoires de communes voisines, elles-mêmes situés plus au sud.
Le lac Mort fut utilisé comme un lac de réserve alimentant la centrale des Vernes de Livet-et-Gavet. Il laisse ainsi s'échapper un petit cours d'eau dénommé la rivière du lac mort, d'une longueur de 2 km et qui rejoint la Romanche à Séchilienne.

### Voies de communication

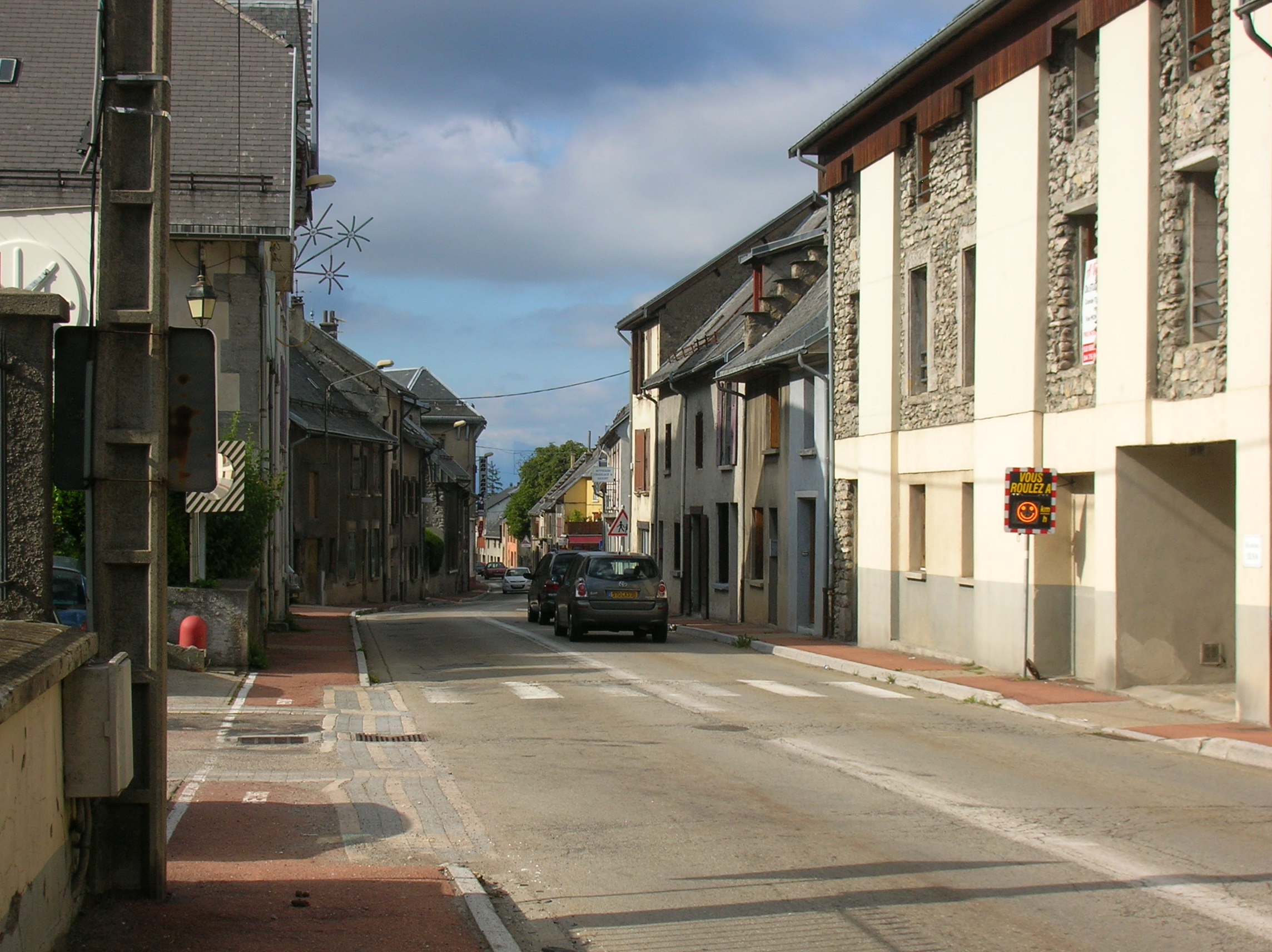
La route Napoléon (RN85) dans le bourg de Laffrey.

#### Routes principales
Laffrey est situé sur le parcours de la célèbre Route Napoléon, une route historique et touristique qui relie Golfe-Juan, lieu du débarquement de Napoléon 1er, en 1815 à Grenoble. Il s'agit, en fait, de la RN85 qui relie en 2015 Le Pont-de-Claix sur l'autoroute A480 à La Saulce via Gap et Aubignosc à Barrême via Digne-les-Bains.

#### Routes secondaires
La RD113 permet de relier le bourg de Laffrey au bourg de Séchilienne, après avoir traversé le bourg de Saint-Barthélemy-de-Séchilienne au nord et la commune de La Motte-d'Aveillans, au nord.
La RD115a permet de permet de relier le bourg de Laffrey au bourg de Cholonge avant de rejoindre la hameau des Théneaux à Saint-Théoffrey.

## Urbanisme

### Typologie
Au 1er janvier 2024, Laffrey est catégorisée commune rurale à habitat dispersé, selon la nouvelle grille communale de densité à sept niveaux définie par l'Insee en 2022.
Elle est située hors unité urbaine. Par ailleurs la commune fait partie de l'aire d'attraction de Grenoble, dont elle est une commune de la couronne,. Cette aire, qui regroupe 204 communes, est catégorisée dans les aires de 700 000 habitants ou plus (hors Paris),.

### Occupation des sols
L'occupation des sols de la commune, telle qu'elle ressort de la base de données européenne d’occupation biophysique des sols Corine Land Cover (CLC), est marquée par l'importance des forêts et milieux semi-naturels (69 % en 2018), une proportion sensiblement équivalente à celle de 1990 (69,2 %). La répartition détaillée en 2018 est la suivante : 
forêts (64,9 %), prairies (11,9 %), eaux continentales (7,4 %), zones agricoles hétérogènes (7 %), zones urbanisées (4,7 %), milieux à végétation arbustive et/ou herbacée (4,1 %). L'évolution de l’occupation des sols de la commune et de ses infrastructures peut être observée sur les différentes représentations cartographiques du territoire : la carte de Cassini (XVIIIe siècle), la carte d'état-major (1820-1866) et les cartes ou photos aériennes de l'IGN pour la période actuelle (1950 à aujourd'hui).

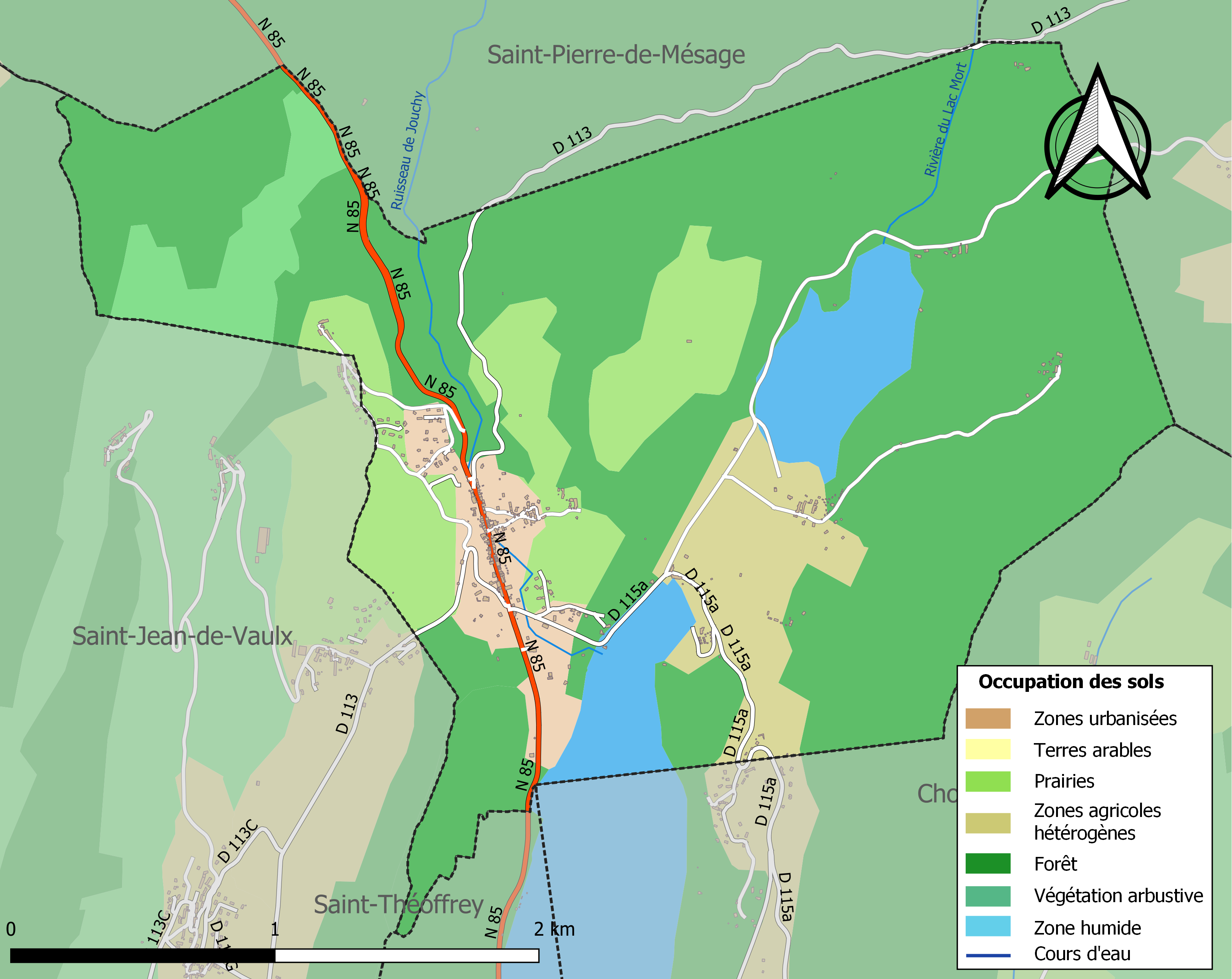
Carte des infrastructures et de l'occupation des sols de la commune en 2018 (CLC).

### Risques naturels et technologiques

#### Risques sismiques
Bien que situé en limite méridionale de la zone de sismicité n°4 (sur une échelle de 1 à 5), le territoire de la commune de Laffrey est déclaré en zone de sismicité n°3 (modérée), comme la plupart des communes du plateau matheysin.
| Type de zone | Niveau            | Définitions (bâtiment à risque normal) |
| ------------ | ----------------- | -------------------------------------- |
| Zone 3       | Sismicité modérée | accélération = 1,1 m/s2                |

## Toponymie

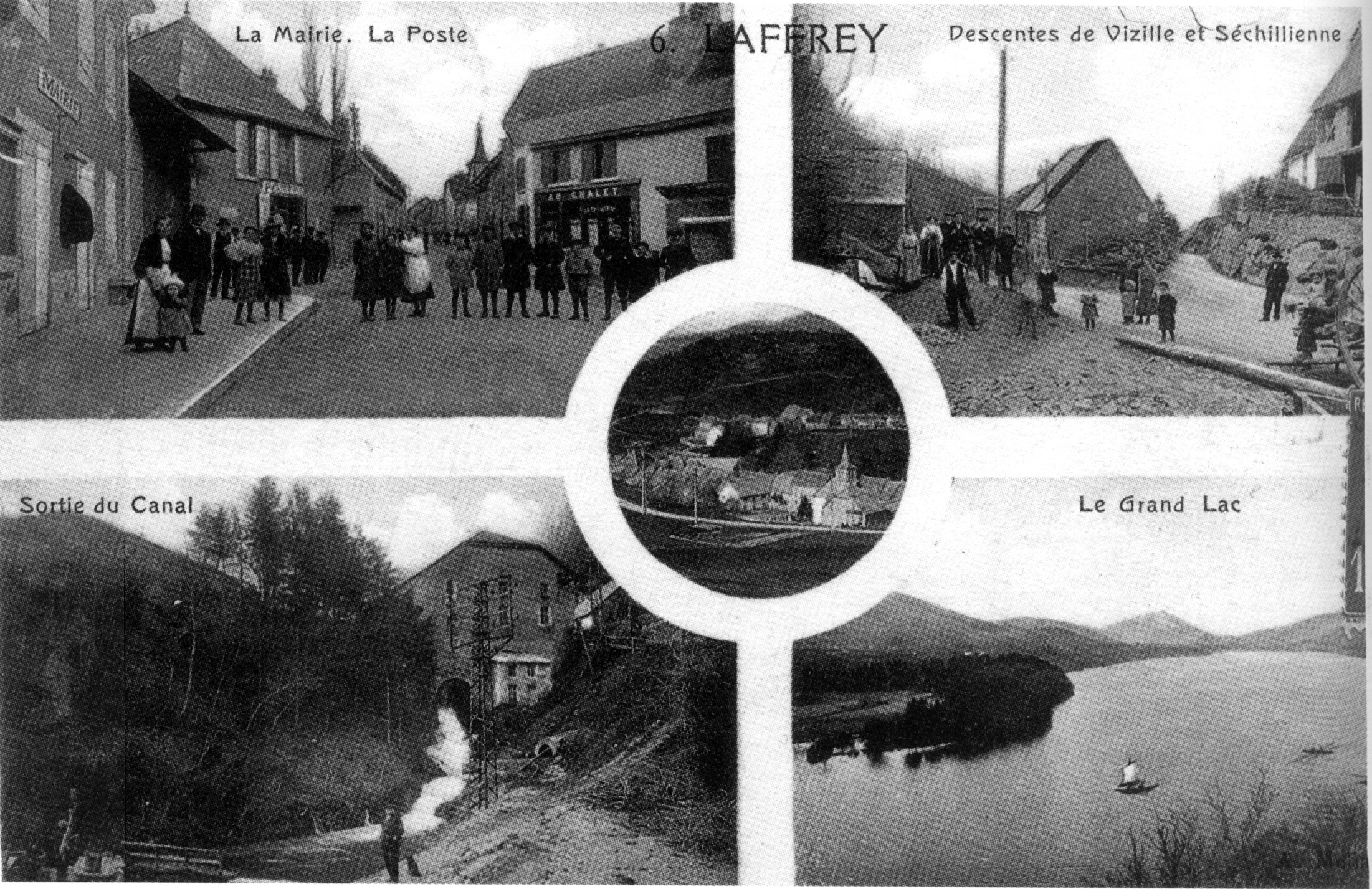
Laffrey, carte postale de 1910.

D'après les linguistes Albert Dauzat et Charles Rostaing, ce toponyme provient probablement du nom d'homme latin d'origine germanique Lantfredus.
Selon André Planck, auteur d'un livre sur la toponymie des communes de l'Isère, le nom de Laffrey (Fracseneto au XIe siècle) proviendrait du latin Fraxinus qui signifierait « Chêne ».

## Histoire

### Antiquité et Moyen Âge
Le territoire de Laffrey durant la période gauloise se situait en limite nord du territoire des Tricorii, peuple liguro-celtique.

### Époque contemporaine

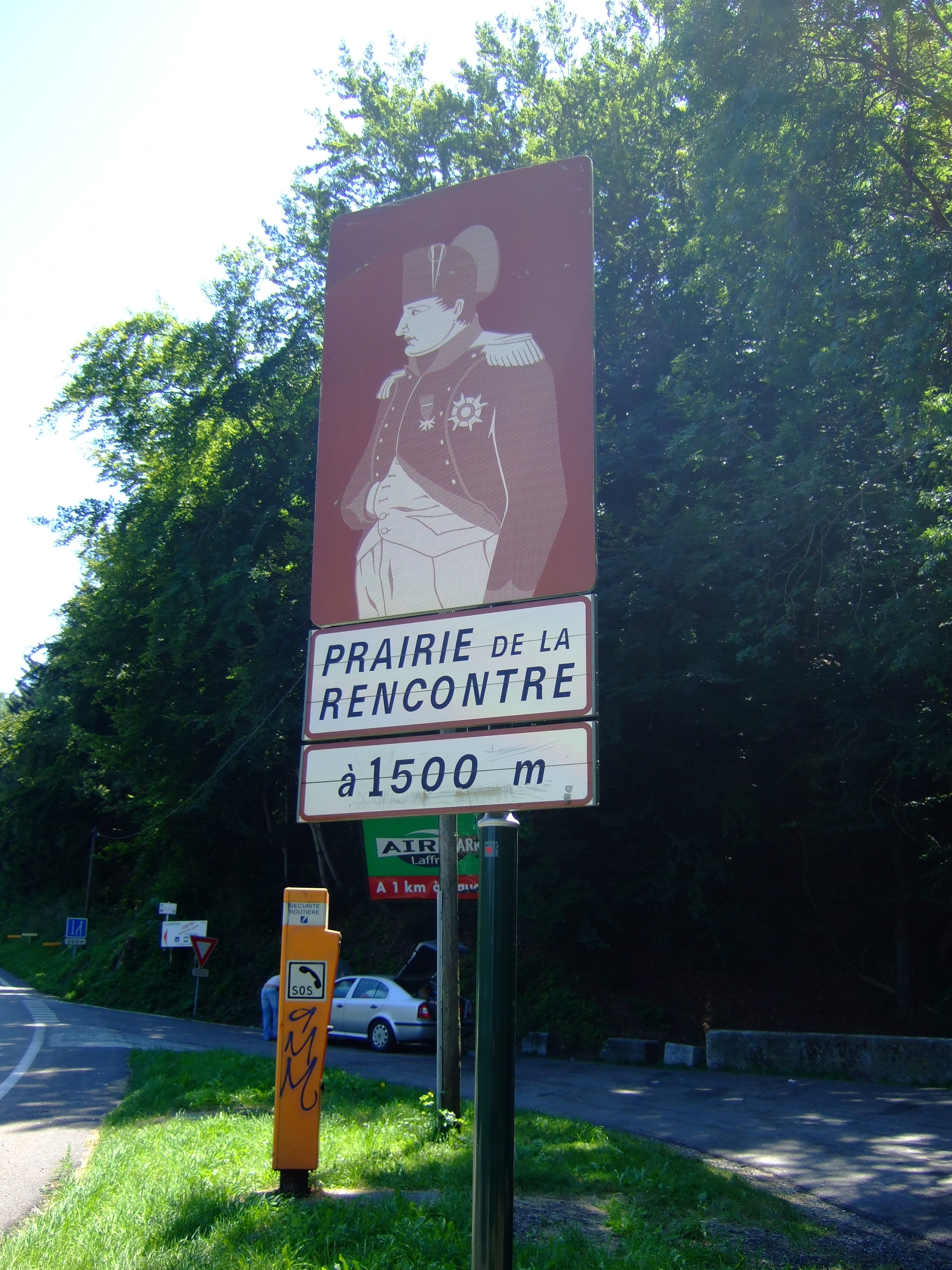
Panneau indiquant le site de la prairie de la Rencontre avec le portrait de Napoléon 1er

Le village est célèbre par la rencontre de Napoléon Ier, le 7 mars 1815, au retour de l'île d'Elbe, avec les troupes royales, chargées de l'arrêter. Après son débarquement à Golfe-Juan, le 1er mars 1815, Napoléon prend la route des Alpes (l'actuelle route Napoléon) pour gagner Paris, route jugée plus sûre que la vallée du Rhône réputée favorable aux royalistes. Il passe alors par le plateau Matheysin.
Après avoir passé la nuit du 6 mars à Corps, il passe par La Mure puis se dirige vers Grenoble. Le 7 mars devant Laffrey, sur la plaine se trouve un bataillon du 5e de Ligne envoyé par Louis XVIII pour l'arrêter. Napoléon s'avance seul au-devant des troupes sur ce qui est désormais nommée la « prairie de la Rencontre » et leur parle d'abord ainsi : « Soldats du 5e de Ligne, je suis votre empereur, reconnaissez-moi ! », puis, devant l'indécision des soldats pâles d'émotion lui faisant face, il s'approche à portée de fusil, entrouvre sa redingote et s'écrie : « S'il est parmi vous un soldat qui veuille tuer son Empereur, me voici. » À ces mots, le 5e de Ligne met bas les armes et se précipite vers Napoléon en pleurant… Après cet épisode, Napoléon dit au général Cambronne : « C'est fini. Dans huit jours nous serons à Paris. »

## Politique et administration

### Liste des maires

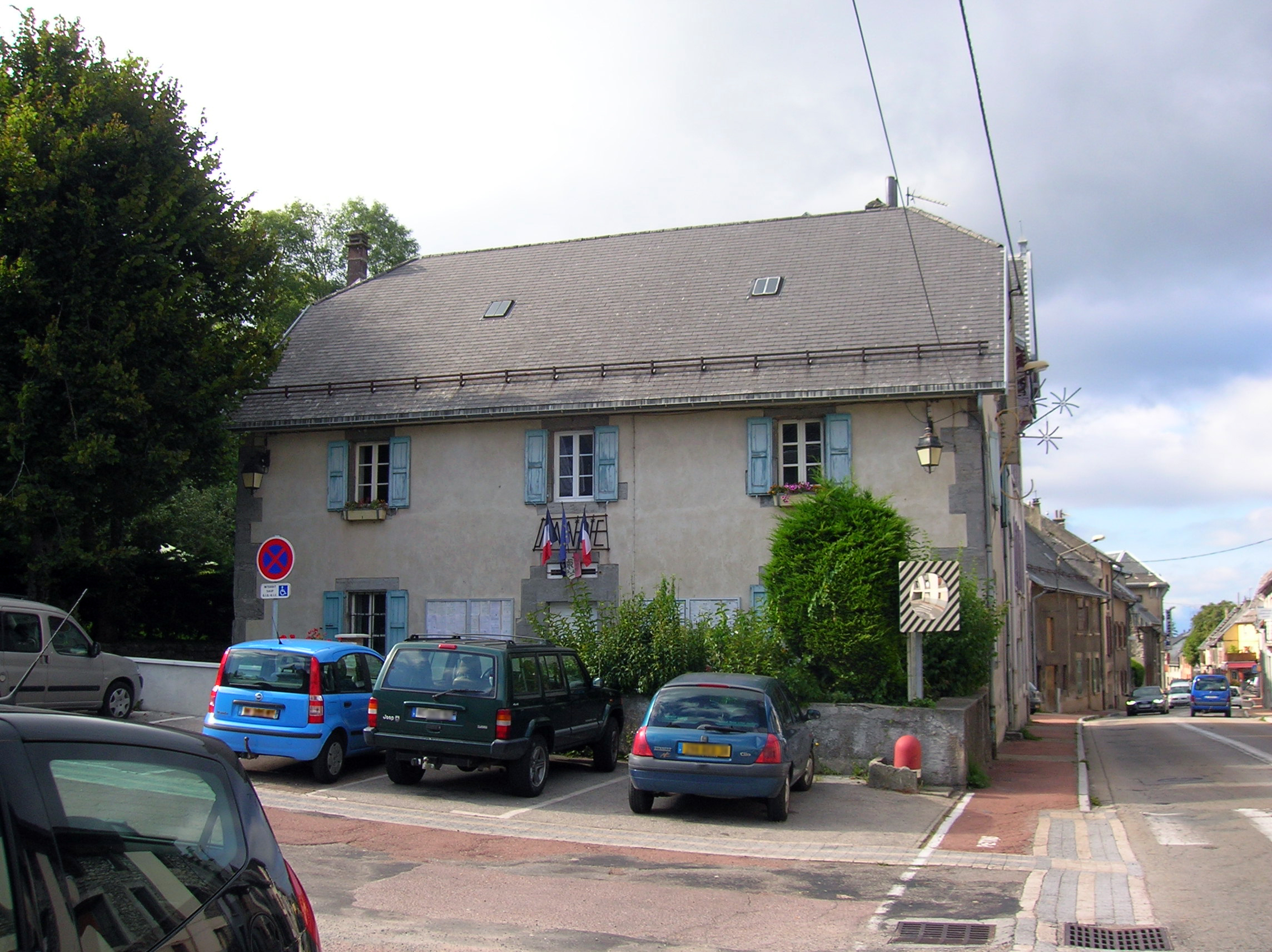
La mairie.

| Période                                  | Période          | Identité             | Étiquette | Qualité       |
| ---------------------------------------- | ---------------- | -------------------- | --------- | ------------- |
| mars 2001                                | mars 2008        | Jean-Jacques Defaite | UMP       | ...           |
| mars 2008                                | 2015 (démission) | Hélène Perrin        | SE        | ...           |
| décembre 2015                            | En cours         | Philippe Faure       | SE        | Fonctionnaire |
| Les données manquantes sont à compléter. |                  |                      |           |               |

## Population et société

### Démographie
L'évolution du nombre d'habitants est connue à travers les recensements de la population effectués dans la commune depuis 1793. Pour les communes de moins de 10 000 habitants, une enquête de recensement portant sur toute la population est réalisée tous les cinq ans, les populations de référence des années intermédiaires étant quant à elles estimées par interpolation ou extrapolation. Pour la commune, le premier recensement exhaustif entrant dans le cadre du nouveau dispositif a été réalisé en 2006.

En 2022, la commune comptait 468 habitants, en évolution de +5,17 % par rapport à 2016 (Isère : +3,07 %, France hors Mayotte : +2,11 %).
| 1793 | 1800 | 1806 | 1821 | 1831 | 1836 | 1841 | 1846 | 1851 |
| ---- | ---- | ---- | ---- | ---- | ---- | ---- | ---- | ---- |
| 319  | 321  | 365  | 378  | 436  | 475  | 466  | 472  | 510  |

| 1856 | 1861 | 1866 | 1872 | 1876 | 1881 | 1886 | 1891 | 1896 |
| ---- | ---- | ---- | ---- | ---- | ---- | ---- | ---- | ---- |
| 466  | 426  | 416  | 431  | 440  | 412  | 410  | 404  | 381  |

| 1901 | 1906 | 1911 | 1921 | 1926 | 1931 | 1936 | 1946 | 1954 |
| ---- | ---- | ---- | ---- | ---- | ---- | ---- | ---- | ---- |
| 398  | 358  | 326  | 280  | 278  | 307  | 280  | 243  | 265  |

| 1962 | 1968 | 1975 | 1982 | 1990 | 1999 | 2006 | 2011 | 2016 |
| ---- | ---- | ---- | ---- | ---- | ---- | ---- | ---- | ---- |
| 250  | 238  | 198  | 211  | 249  | 311  | 360  | 393  | 445  |

| 2021 | 2022 | - | - | - | - | - | - | - |
| ---- | ---- | - | - | - | - | - | - | - |
| 468  | 468  | - | - | - | - | - | - | - |

### Enseignement
La commune est rattachée à l'académie de Grenoble (Zone A).

### Équipements sportifs

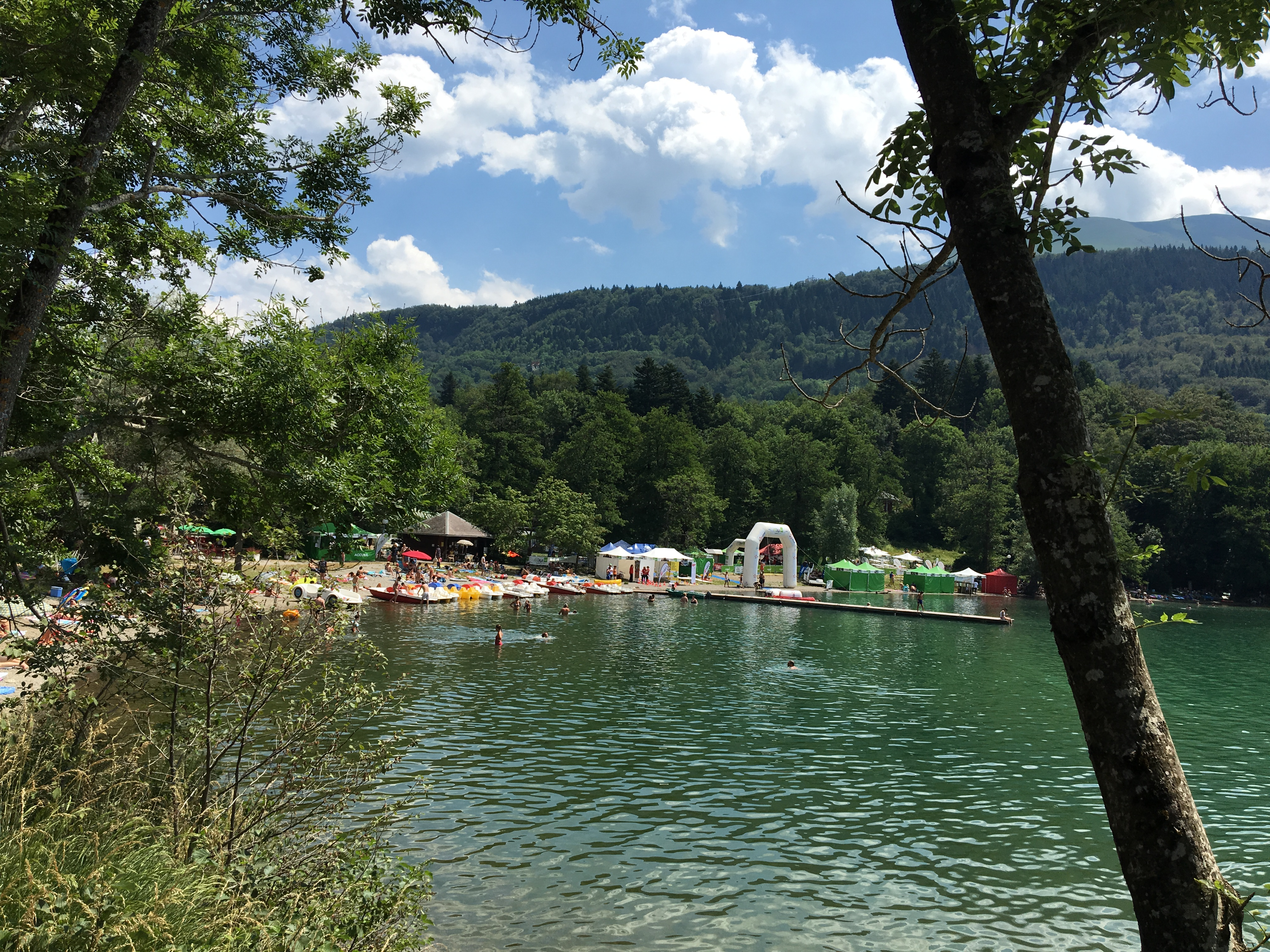
Animation sportive sur le lac

Un équipement privé dénommé Air Parc Laffrey est situé sur la route menant au grand lac de Laffrey.
La commune compte également, sur ce même lac, une base nautique qui héberge le Club Voile Aviron de Laffrey (CVAL). Des animations sont quelquefois proposées au niveau de cette structure.

### Médias
Historiquement, le quotidien régional Le Dauphiné libéré consacre, chaque jour, y compris le dimanche, dans son édition de Romanche et Oisans, un ou plusieurs articles à l'actualité de la commune, de son canton, ainsi que des informations sur les éventuelles manifestations locales.
En ce qui concerne la réception de la télévision, les habitants de la commune et de ses environs peuvent recevoir les 22 chaines de la TNT, comprenant l'édition de France 3 : France 3 Alpes - Grenoble ainsi que la chaîne locale TéléGrenoble.

### Cultes
La communauté catholique et l'église de Laffrey (propriété de la commune) dépendent de la paroisse Saint Pierre Julien Eymard qui rassemble un grand nombre de villages autour de la cité de La Mure. Cette paroisse est rattachée au diocèse de Grenoble-Vienne.

## Économie

### Activités économiques

#### Secteurs commercial et touristique
Le grand lac de Laffrey présente plusieurs plages aménagées, mais une seule est située sur le territoire de la commune :
La plage située au nord est essentiellement constituée de petits galets. Une location de bateau à pédales, ainsi que des services de restauration et de locations résidentielles y sont proposés. Un parking payant y a été aménagé et, selon le site web de la mairie, les chiens sont interdis sur le secteur même de la plage. Une base nautique est située à proximité. La plage de la Bergogne est située au sud du lac, mais sur le territoire de la commune voisine de Cholonge.

## Culture locale et patrimoine

### Lieux et monuments

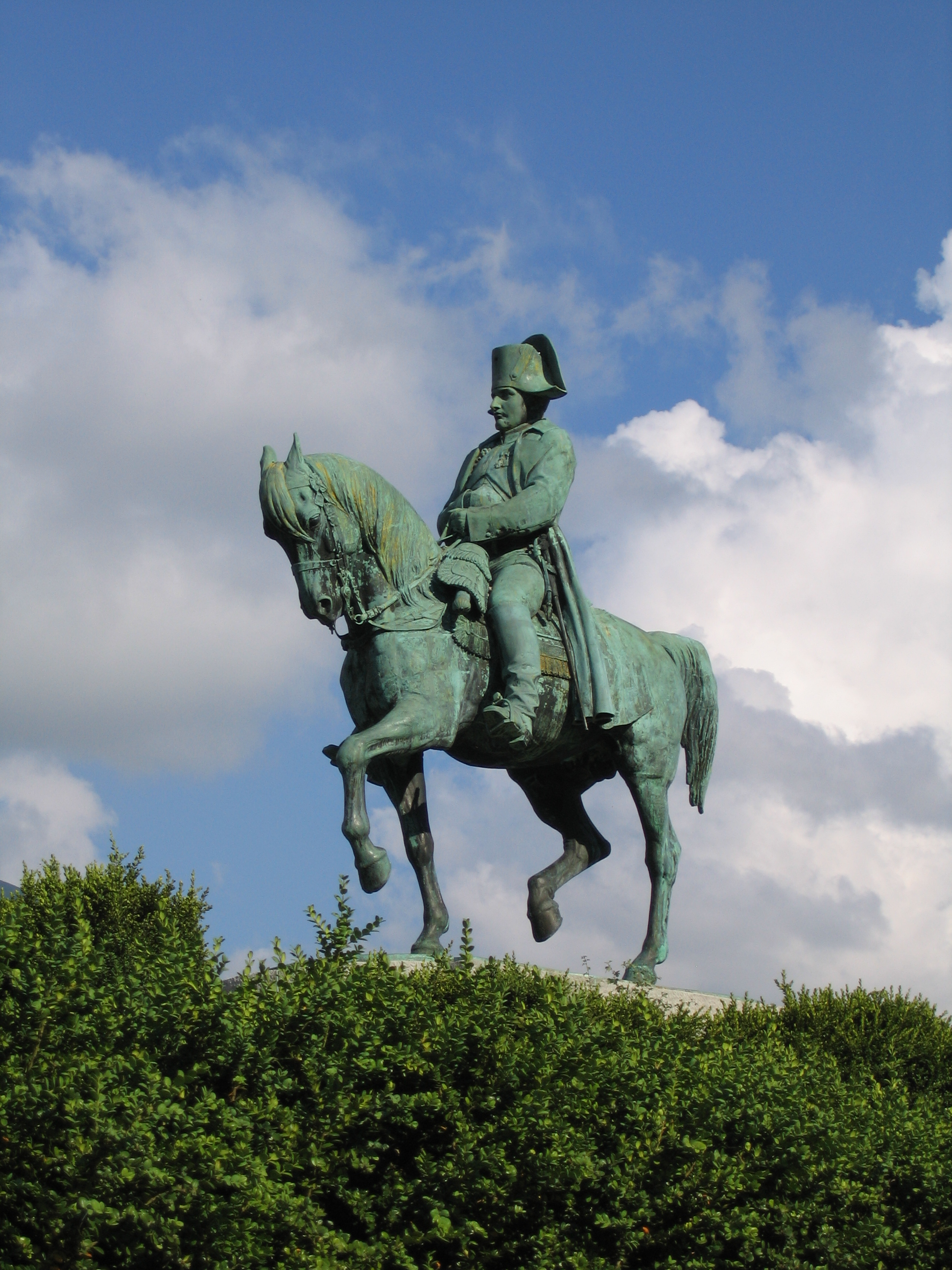
La statue équestre de Napoléon de Emmanuel Frémiet.

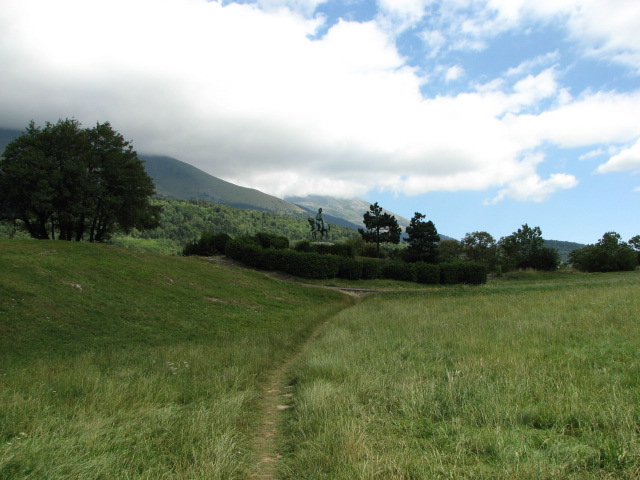
La « prairie de la Rencontre » et, au fond, la statue équestre de Napoléon Ier.

- Statue équestre de Napoléon dans la « prairie de la Rencontre », au bord du lac de Laffrey. Installée à cet endroit depuis 1929. Auparavant, elle se trouvait au centre de Grenoble, sur la place de la Constitution, rebaptisée place de Verdun, après la Première Guerre mondiale.
- Le village de Laffrey abritait une concession minière exploitant des affleurements de plomb et de zinc sur un ensemble de 10 sites comportant des galeries, un puits de mine et différentes fouilles en surface se caractérisent par des tranchées de recherche. D’après les données du BRGM le premier exploitant du site fut la "Compagnie équatoriale des mines" à partir du 1er janvier 1846 puis du 1er janvier 1847. Toujours d'après les données du BRGM l'un des sites fut exploité par les mines Bornettes à partir du  1er janvier 1846 jusqu’en 1908, puis par la "Compagnie équatoriale des mines" jusqu’en 1957. L’ensemble de la concession sera repris par la société Alcatel qui décidera d’une mise en sécurité totale du site en 1999. La fermeture définitive aura lieu en 2000 avec la mise en sécurité du site. Près d’une centaine de travailleurs auront travaillé sur cette concession qui a produit 2 000 tonnes de minerai de plomb et de zinc.
- Rampe de Laffrey ou Descente de Laffrey, longue portion de la RN 85 à forte déclivité et relativement droite qui traverse les communes de Laffrey, Saint-Pierre-de-Mésage et Notre-Dame-de-Mésage et finit en virage serré avant le pont franchissant la Romanche et l'entrée dans Vizille. Cette route très accidentogène a été le lieu de quatre des accidents les plus meurtriers en France.

- L'église templière du Saint-Esprit de Laffrey

L'église paroissiale, située dans le centre du bourg, a été édifiée durant le régime concordataire français, correspondant à la période du Consulat.
Sous la pierre de l’autel, une boîte en fer blanc contient les reliques de Saint Victor et de Saint Alexandre. Cette boîte est incrustée dans la pierre inférieure.

### Patrimoine naturel
Le grand lac de Laffrey,
Cette étendue d'eau d'une superficie de 120 hectares, souvent simplement dénommé Lac de Laffrey, est située près du bourg est le plus connu des quatre lacs de Laffrey. Il en est aussi le plus grand, le plus fréquenté car le plus proche de Grenoble, par la route.

Quelques photos de la commune de Laffrey
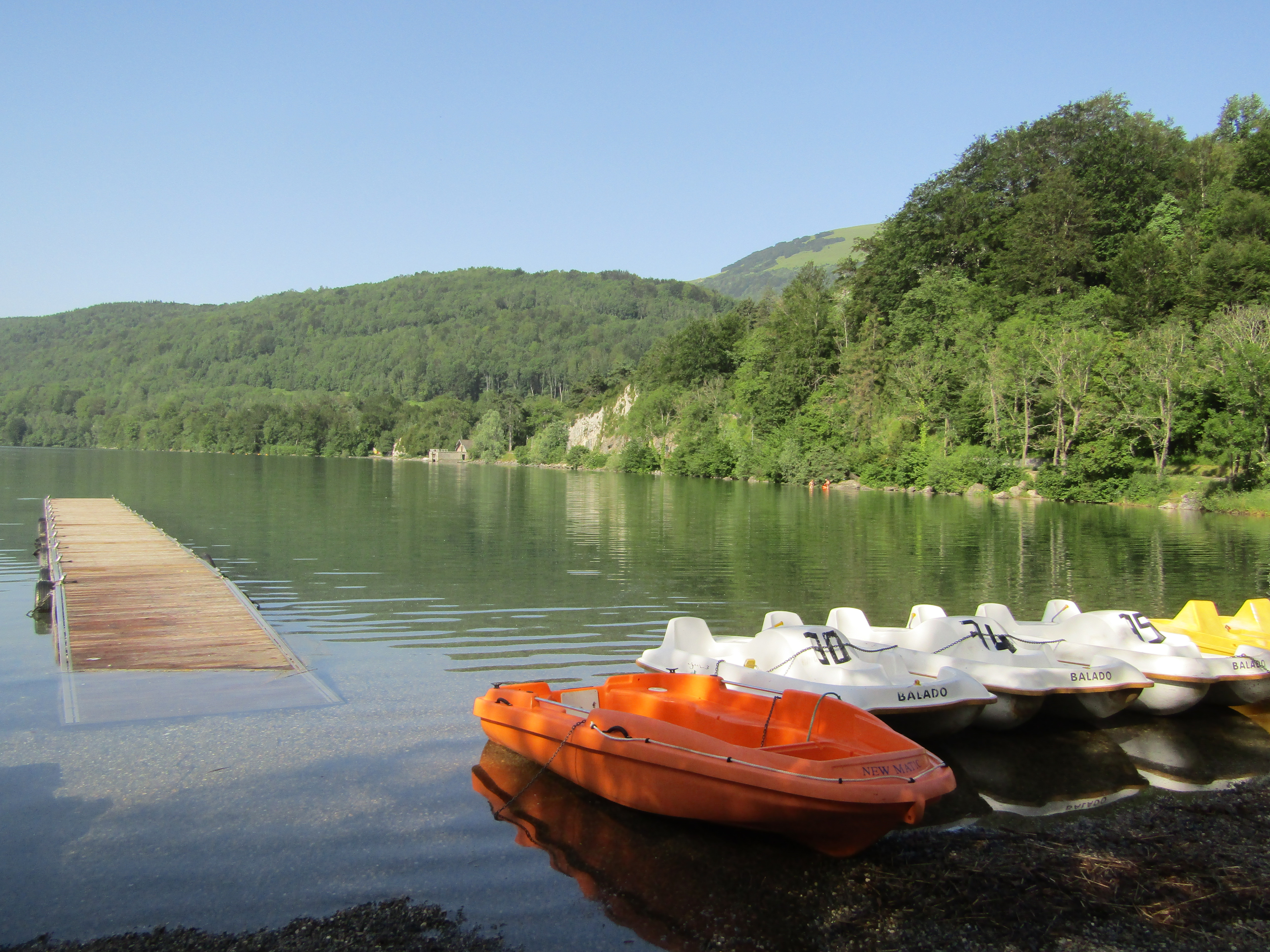
Plage Nord
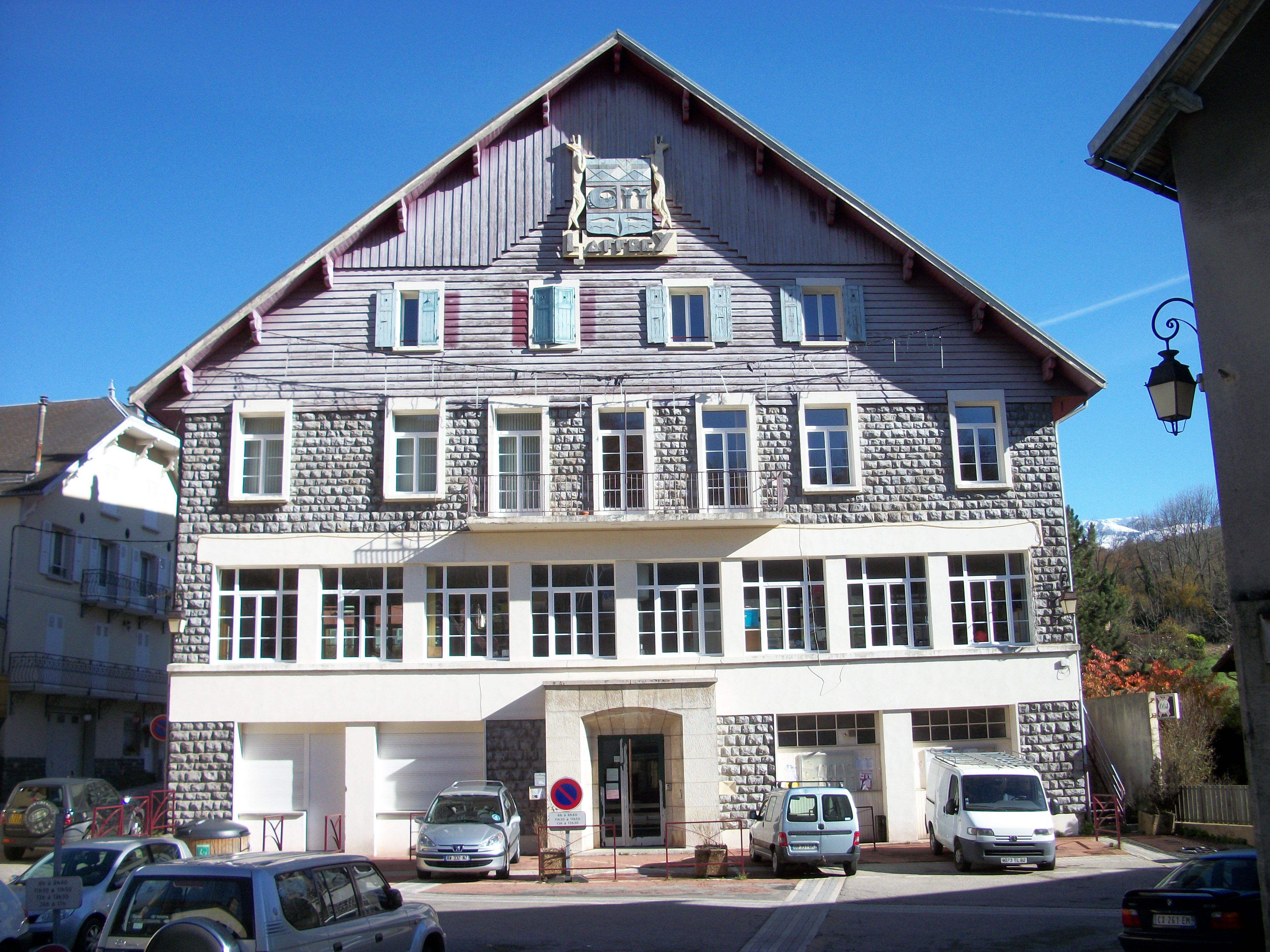
Ecole
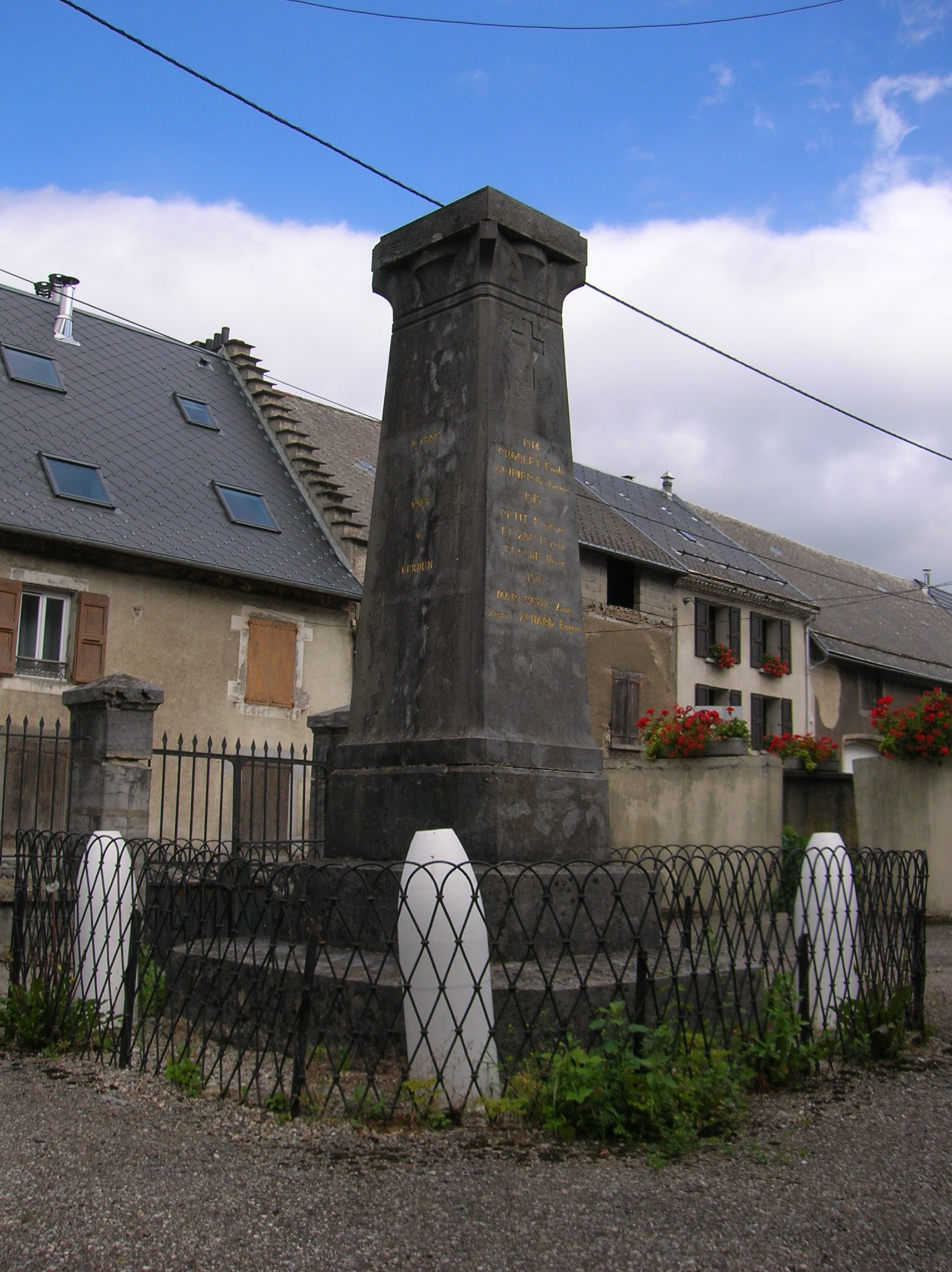
Monuments aux morts
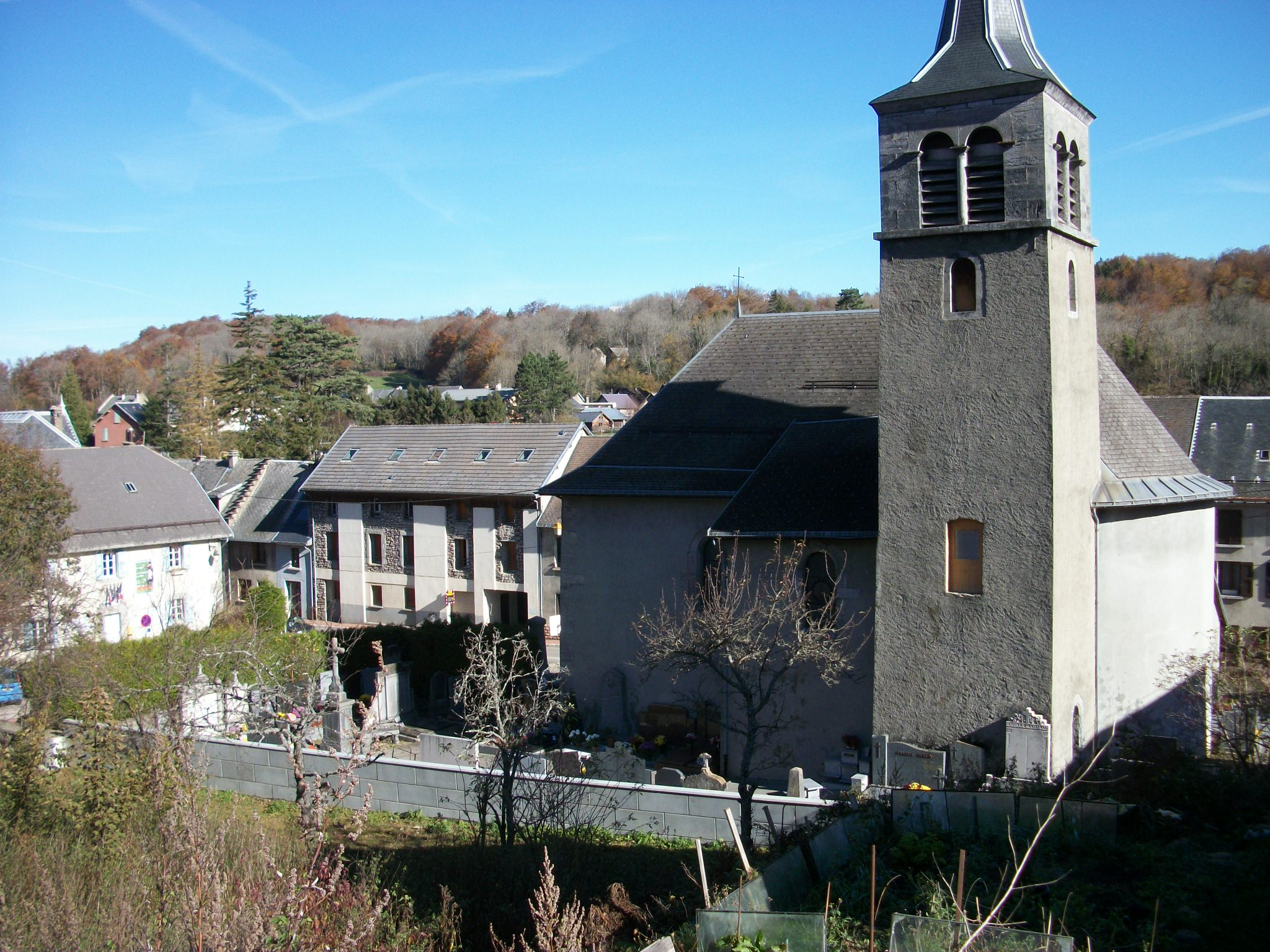
Église et cimetière de Laffrey
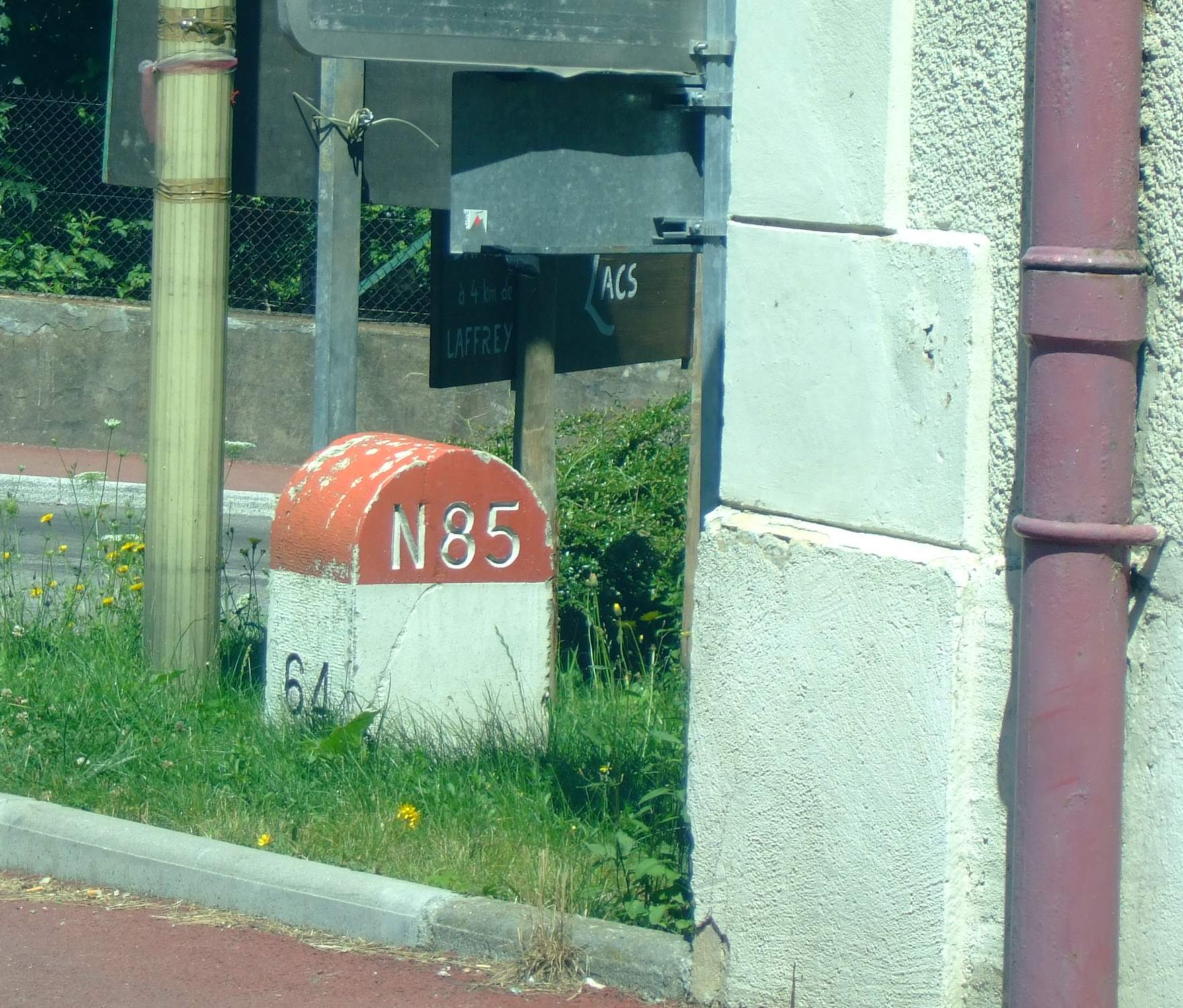
Borne de la RN85
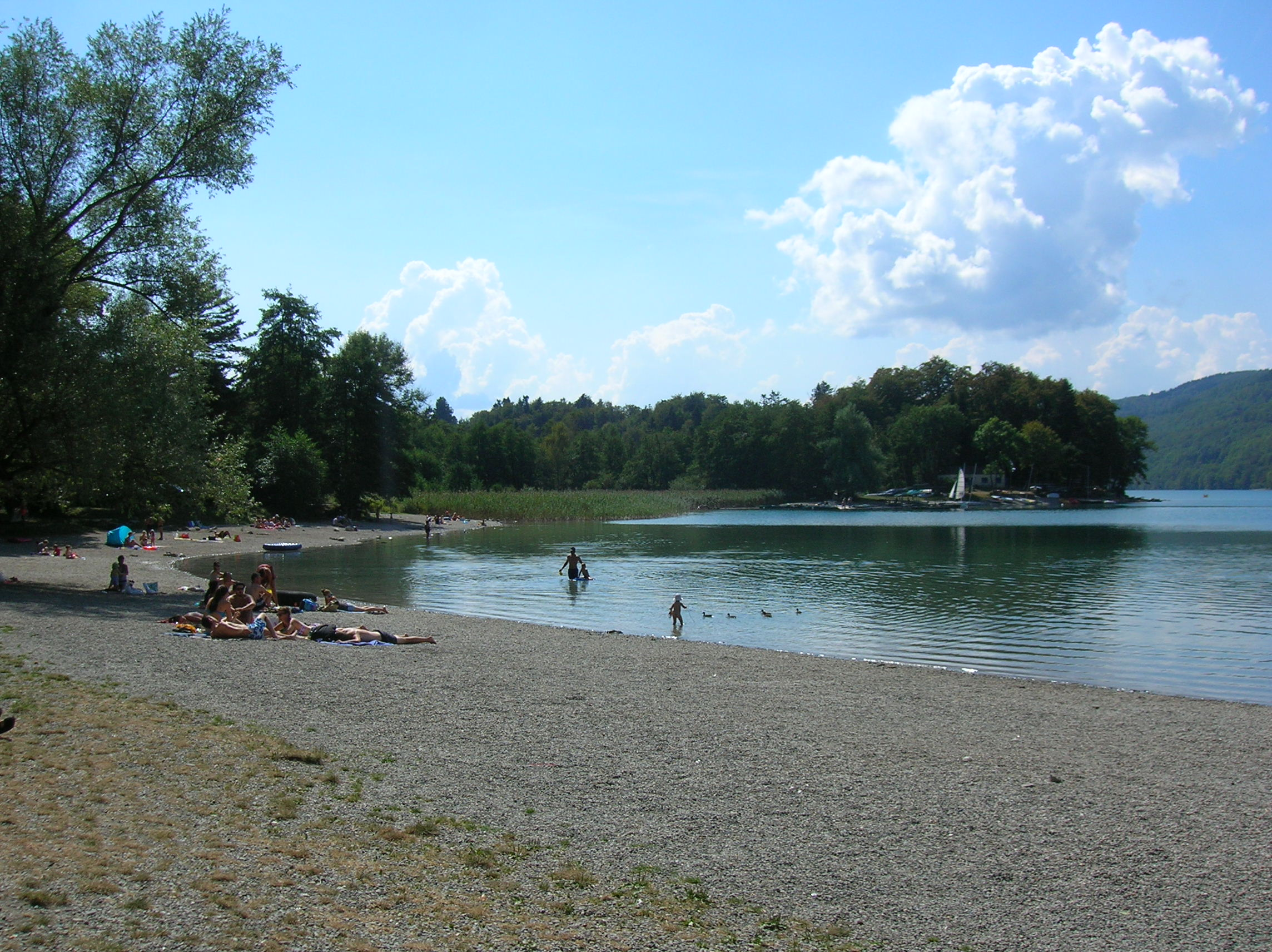
Plage Nord

### Personnalité liée à la commune
- Napoléon Ier en raison du site historique de la prairie de la Rencontre.
- Olivier Messiaen (1908-1992). Le compositeur avait acquis dans les années 1930 une maison près du lac où il faisait fréquemment des séjours. Un belvédère situé au sud du grand lac de Laffrey porte son nom[31].

### Héraldique
| Blason de Laffrey | Blason  | D’azur au dauphin d’or, à la filière cousue de gueules, au chef du même chargé de trois tours d’argent maçonnées de sable et ouverte aussi de gueules, brochant sur la filière. |
| Blason de Laffrey | Détails | Le statut officiel du blason reste à déterminer. |
| Blason de Laffrey | Alias   | D’or au dauphin d’azur… au chef de gueules chargé de trois tours d’argent ouvertes de sable et ajourées aussi de gueules                                                        |